# Seredyna-Buda
Seredyna-Buda (ukr. Середина-Буда) – miasto na Ukrainie w obwodzie sumskim, siedziba władz rejonu seredynobudskiego. Ośrodek przemysłu spożywczego.

## Historia
Status miasta od 1964 roku.
W 1989 liczyło 8499 mieszkańców.
W 2013 liczyło 7231 mieszkańców.